# Cișmichioi
Cismichioi (en rumano: Cișmichioi; en gagauzo: Çöşmäküü) es una comuna y pueblo de la unidad territorial autónoma de Gagaúzia, al sur de Moldavia.

## Toponimia
El nombre del asentamiento en otros idiomas de importancia en el asentamiento es Chishmikioy (en ruso: Чишмикиой; en ucraniano: Чишмікіой; en búlgaro: Чешмекьой).

## Geografía
Cismichioi se ubica en la frontera con Ucrania, unos 10 km al noreste de Reni, y 16 km al sur de la ciudad de Vulcanesti.

## Historia
La localidad fue fundada en 1809 por un grupo de dieciséis familias gagaúzas procedentes de los Balcanes.
Durante el periodo de entreguerras, cuando el área pertenecía al reino de Rumania, Cismichioi era parte del condado de Ismaíl y luego parte del condado de Cahul.

## Demografía
La evolución de la población de Cismichioi entre 2004 y 2014 fue la siguiente:
| 5054                         | 4497 |
| (Fuente: Localitati Moldova) |      |

Según el censo de 2004, los gagáuzos representaban el 94,42% de los habitantes; y los rumanos, el 3,15%.

## Economía
La economía rural se limita al cultivo y comercio de tierras agrícolas.

## Infraestructura

### Educación
En el pueblo hay dos instituciones educativas: un liceo y un gimnasio, en los que estudian 670 estudiantes, así como 5 instituciones preescolares.